# Пензенский государственный технологический университет
Пензенский государственный технологический университет (ПензГТУ) — высшее учебное заведение в Пензе, основанное в 1959 году.

## История
Днём основания считается 30 декабря 1959 года, когда был основан Пензенский завод-втуз. Учебное заведение было открыто при заводе счетно-аналитических машин (САМ) по инициативе тогдашнего ректора Пензенского политехнического института В. И. Артюхина и директора завода САМ Б. А. Маткина. В 1994 году Завод — втуз был преобразован в Пензенский технологический институт (ПТИ), в 2004 году была создана Пензенская государственная технологическая академия (ПГТА), а в 2013 — Пензенский государственный технологический университет (ПензГТУ).

### Руководители
С апреля 1960 года по 1989 год ректором вуза был кандидат технических наук А. А. Стеклов.
В декабре 1989 года ректором Пензенского завода-втуза стал доктор педагогических наук, профессор В. Б. Моисеев.
С 2016 по 2019 гг. обязанности ректора ПензГТУ исполнял В. В. Усманов.
В марте 2019 года ректором ПензГТУ был избран Д. В. Пащенко, ранее являвшийся проректором по научной работе.

## Структурные подразделения университета

### Факультеты и кафедры
Факультет промышленных технологий
- Выпускающие кафедры:
  - Автоматизация и управление
  - Технология машиностроения
  - Техническое управление качеством
  - Экономика и управление
- Кафедры:
  - Математика и физика
    - Цикл Физика

Факультет автоматизированных информационных технологий
- Выпускающие кафедры
  - Прикладная информатика
  - Педагогика и психология
  - Перевода и переводоведения
  - Программирование
  - Информационные технологии и системы
- Кафедры:
  - Иностранных языков

Факультет биотехнологий
- Выпускающие кафедры:
  - Пищевые производства
  - Биотехнологии и техносферная безопасность
  - Биомедицинская инженерия
- Кафедры:
  - Физического воспитания и спорта

Факультет заочного обучения
Факультет обучения иностранных граждан
Институт дополнительного профессионального образования
Факультет внеучебной работы

### Колледж Технологический Пензенского государственного технологического университета (КТ ПензГТУ)
- Отделение Биохимических технологий и управления
- Отделение Информационных технологий
- Отделение Промышленных технологий

### Филиалы
- Зареченский технологический институт — филиал ПензГТУ (ЗТИ — филиал ПензГТУ)
- Каменский технологический институт — филиал ПензГТУ (КамТИ — филиал ПензГТУ)

## Скандалы
В 2016 году в отношении исполняющего обязанности ректора Пензенского технологического университета Василия Моисеева возбудили уголовное дело по статье о превышении служебных полномочий. По версии следствия, глава вуза разработал преступную схему, по которой студенты покупали у преподавателей готовые дипломные и курсовые работы. За вознаграждение они также могли освободиться от написания контрольных работ вне зависимости от уровня знаний. Полученные средства распределялись между ректором и преподавателями вуза в виде надбавок. Педагоги, в свою очередь, продавали работы, написанные другими студентами в предыдущие годы. Во время обыска в квартире Моисеева изъяли 7 миллионов рублей, 60 тысяч долларов, 35 тысяч евро, а также драгоценные металлы, в том числе не менее 60 килограммов изделий из серебра.
В 2017 году бывший ректор ПензГТУ Василий Моисеев получил 5 лет условно в рамках уголовного дела о злоупотреблениях в вузе. Бывший руководитель ПензГТУ также лишен права в течение 3 лет занимать должности на государственной службе и в органах местного самоуправления, связанные с организационно-распорядительными и административно-хозяйственными функциями. Вместе с тем суд счел возможным не лишать его государственных наград и званий. Василий Моисеев является почетным работником высшего образования РФ, изобретателем СССР, заслуженным работником высшей школы РФ, почетным машиностроителем и почетным работником науки и техники России. Василий Моисеев возместил ПензГТУ причиненный ущерб.